# Hotel Reymont w Łodzi
Aiden by Best Western Łódź (daw. Hotel Garnizonowy, Hotel Reymont) – trzygwiazdkowy hotel zlokalizowany przy ul. Legionów 81 (na rogu z ul. św. Jerzego) w modernistycznym budynku dawnych koszar wojskowych.

## Historia
Budynek został wzniesiony w latach 1927-30 według projektu Józefa Płoszko na terenie łódzkiego garnizonu i razem z Prokuraturą Wojskową był siedzibą instytucji łódzkiego garnizonu  . Aż do wybuchu II wojny światowej mieściło się w nim Dowództwo Okręgu Korpusu Nr IV. Po wojnie stał się siedzibą dowództwa Garnizonu Łódź oraz dowództwa Łódzkiego OW, a po jego rozformowaniu siedzibą m.in. dowództwa 8 DP i Oficerskiej Szkoły Politycznej . W 1959 roku budynek został przekształcony w Hotel Garnizonowy .
Budynek wpisany jest do rejestru zabytków pod numerem A/110 z 20.01.1971.
Hotel, po zmianie nazwy oraz gruntownych pracach modernizacyjnych, otwarto na nowo          2 października 2024 roku.

## Architektura
Modernistyczny, trzypiętrowy budynek został wzniesiony na planie litery „L”. Fasady zostały podzielone na trzy poziome pasy, z czego dolny pas obejmuje dwie kondygnacje, a pozostałe po jednej. Pasy rozdzielone są ozdobnymi gzymsami. Dolny pas ozdobiony jest pilastrami. Fasada zachodniego skrzydła od strony dziedzińca ozdobiona jest ryzalitem z zadaszonym podjazdem wspartym na dwóch filarach, prowadzącym do hotelowej restauracji. Do skrzydła południowego prowadzą trzy wejścia: jedno z portykiem ozdobionym czterema pilastrami od strony ulicy Legionów oraz dwoma od strony dziedzińca, będącego obecnie parkingiem hotelowym. Od ulicy św. Jerzego dziedziniec oddzielony jest ozdobnymi arkadami, a od strony północnej garażami i parterowymi budynkami gospodarczymi. Wnętrze głównego holu ozdobione jest stylizowanymi kolumnami nawiązującymi do porządku korynckiego oraz „kryształową” dekoracją sufitu . Restauracja zachowana została w stylu Art déco i ozdobiona została kopiami obrazów Tamary Łempickiej .

## Wyposażenie hotelu
Hotel posiada 61 pokoje mogące pomieścić łącznie 118 gości, cztery sale konferencyjne na łącznie około 100 osób. W budynku znajduje się również Restauracja Bohema i siłownia .